# Cornelia Gurlitt

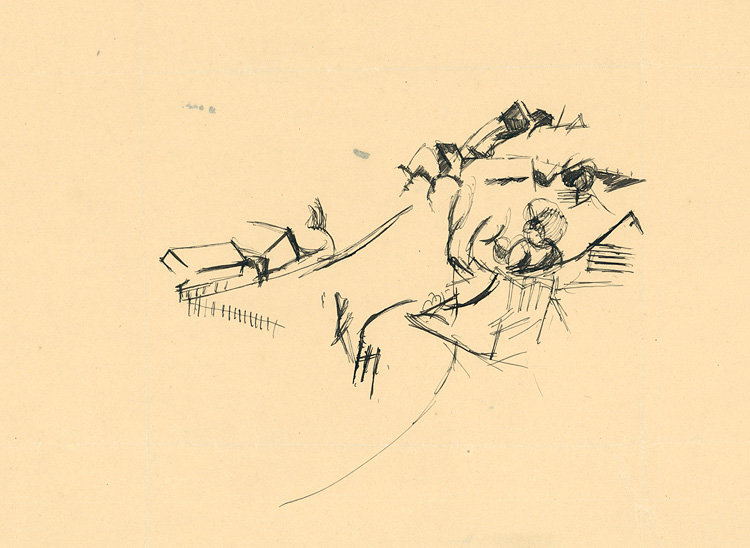
Ortschaft am Hang (onbekende datum), uit het schetsboek van Cornelia Gurlitt

Cornelia Gurlitt (Berlijn, 25 juni 1890 - aldaar, 5 augustus 1919) was een Duitse graficus, schilder en tekenaar. 
Tot aan haar dood in 1919 werd ze gezien als een veelbelovend expressionistisch kunstschilder, maar daarna raakte ze in de vergetelheid. Toen in 2012 in het huis van haar neefje Cornelius Gurlitt een kunstverzameling werd ontdekt, met daarbij tot dan toe onbekende werken van Cornelia, nam de belangstelling voor haar werk weer toe.

## Levensloop

### Jeugd
Cornelia Gurlitt werd geboren op 25 juni 1890 in Berlijn. Ze was de dochter van Cornelius Gurlitt en Marie Gerlach. Ze groeide op in een liberaal en goed opgeleid middenklasse gezin dat onderdeel was van een kunstzinnige familie. Haar vader Cornelius was als kunst- en architectuurhistoricus gespecialiseerd in de gotiek en gaf les aan de Königlich Sächsische Technische Hochschule van Dresden. Ze had een oudere broer, Wilibald, en een jongere broer genaamd Hildebrand. In 1896 verhuisde het gezin naar Dresden. Ze woonden daar in de Kaitzer Straße in de welvarende buurt Südvorstadt.

### Opleiding
In 1905 begon Gurlitt met het volgen van tekenlessen. In 1909 rondde ze de meisjesschool van Dresden af. Het jaar daarop begon ze aan een particuliere kunstopleiding, aangezien vrouwen destijds niet werden toegelaten tot reguliere kunstacademies. Aan de kunstopleiding kreeg ze les van onder anderen Hans Nadler. Tijdens haar opleiding ontmoette ze Rose Scheumann, Lotte Wahle en Ilse Hustig. In deze periode raakte ze bevriend met de kunstenares Gitta Gurlitt, die ze kende via haar broer Hildebrand.
In 1913 werd haar werk tentoongesteld tijdens een expositie in Galerie Richter in Dresden. In juni van dat jaar leerde ze kunstenaar Anton Kolig kennen. Samen met hem vertrok ze naar Parijs waar ze haar kunstopleiding voortzette.
Gurlitt verliet de kunstopleiding zonder een diploma behaald te hebben. Hierdoor was ze financieel afhankelijk van haar ouders. Hoewel haar vader haar keuze voor expressionistische kunst niet goed begreep, steunden haar ouders haar in haar beroepskeuze. In hun huis richtten ze voor Gurlitt een atelier een met grote ramen die uitkeken op de binnenplaats. Hoewel ze haar ouders dankbaar was voor hun financiële steun, wilde ze graag onafhankelijk zijn. Als vrijgevochten jonge vrouw met moderne ideeën over vrouwenemancipatie, streefde Gurlitt ernaar zich te bevrijden van de beperkende maatschappelijke gedragsnormen die vrouwen werden opgelegd. Het was haar levensdoel om betekenis te vinden in haar werk en in het helpen van mensen. Daarnaast was ze op zoek naar liefde.
In 1914 deed ze mee aan een groepstentoonstelling in Chemnitz, waar haar werk positief werd ontvangen, onder andere door het kunsttijdschrift Kunstchronik.
Ze was erg geïnspireerd door het werk van de kunstenaar Marc Chagall. Gurlitt maakte zowel tekeningen als schilderijen van landschappen en menselijke figuren, met een kenmerkende stijl van ruwe gestileerde vormen en onderbroken lijnen. Ze uitte haar ervaringen, angsten en innerlijke conflicten in haar werk. De manier waarop ze dat deed vertoont gelijkenissen met hoe Max Beckmann, Otto Dix en George Grosz dat deden.

### Eerste Wereldoorlog
Toen in 1914 de Eerste Wereldoorlog uitbrak begon ze met een opleiding tot verpleegster in Dresden en vanaf december van dat jaar werkte ze voor het Rode Kruis in een militair ziekenhuis in Polen. In een brief aan haar broer schreef ze dat ze het moeilijk vond naar Polen te gaan, omdat al haar geliefden in het Westen waren. Ze wist niet wat haar in Polen te wachten stond, maar ze ging er naar eigen zeggen opgewekt naartoe.
Later werd ze overgeplaatst naar Marijampolė in Ober-Ost. Vanaf september 1915 tot en met mei 1918 werkte ze vrijwillig als verpleegster in onder meer het veldhospitaal Wilna-Antokol in Vilnius. Haar werk als verpleegster omschreef ze in juli 1916 als: 'Mijn dagen zijn gevuld met werk in de operatiekamer: veel saai manueel werk, veel gruwelijke dingen en tussendoor een paar minuten waarin ik gelukkig de voordelen van mijn werk voel. De nacht is van mij en die vul ik met lezen en tekenen voor zover mijn vermoeidheid dat toelaat.' Gurlitt liet enkele van haar grafische werken drukken bij een drukkerij van het Tiende Leger. Daar ontmoette ze in 1916 redacteur en schrijver Paul Fechter en de twee kregen een gecompliceerde liefdesrelatie. Ze omschreef hem als 'een man die onmiddellijk begrijpt wat ik bedoel als ik over kunst praat'.
Tijdens deze jaren werd ze geconfronteerd met de verschrikkingen van de oorlog. In haar werk als verpleegster zag ze veel gewonde militairen en in de stad Vilnius werd ze geconfronteerd met mensen die leden onder armoede en de heersende hongersnood. Vilnius had een grote Joodse gemeenschap, en hoewel ze eerder geen interesse had getoond in het Jodendom en de Joodse afkomst van haar grootmoeder, raakte ze tijdens haar verblijf in Vilnius geïnteresseerd in haar eigen Joodse wortels.
Deze tijd was een transformerende periode in haar leven die veel invloed had op haar werk. Naast haar werken over de menselijke wanhoop, legde ze ook het dagelijks leven van de Joodse bewoners en de multiculturele sfeer van de stad vast. De oorlogsjaren bleken uiteindelijk haar meest productieve jaren. In deze periode werd haar werk geëxposeerd bij groepstentoonstellingen in Vilnius (1917) en Kaunas (1918) samen met werken van andere kunstenaars die zich in Ober-Ost bevonden.

### Terugkeer
In mei 1918 verhuisde ze naar Berlijn waar ze zich richtte op de kunst. Ze probeerde met de verkoop van haar werken een bestaan op te bouwen. Gurlitt had grote heimwee naar Vilnius, in de stad had ze zich vrij gevoeld en het gevoel gehad dat ze daar haar eigen keuzes kon maken. Ze omschreef de stad als 'een paradijs'. Door een vriendin met wie ze tijdens de oorlog had samengewerkt in het veldhospitaal was ze in die periode een 'vrolijk, blij mensenkind'. Na de oorlog kampte Gurlitt met depressies en ze had er moeite mee haar artistieke werk aan de man te brengen.

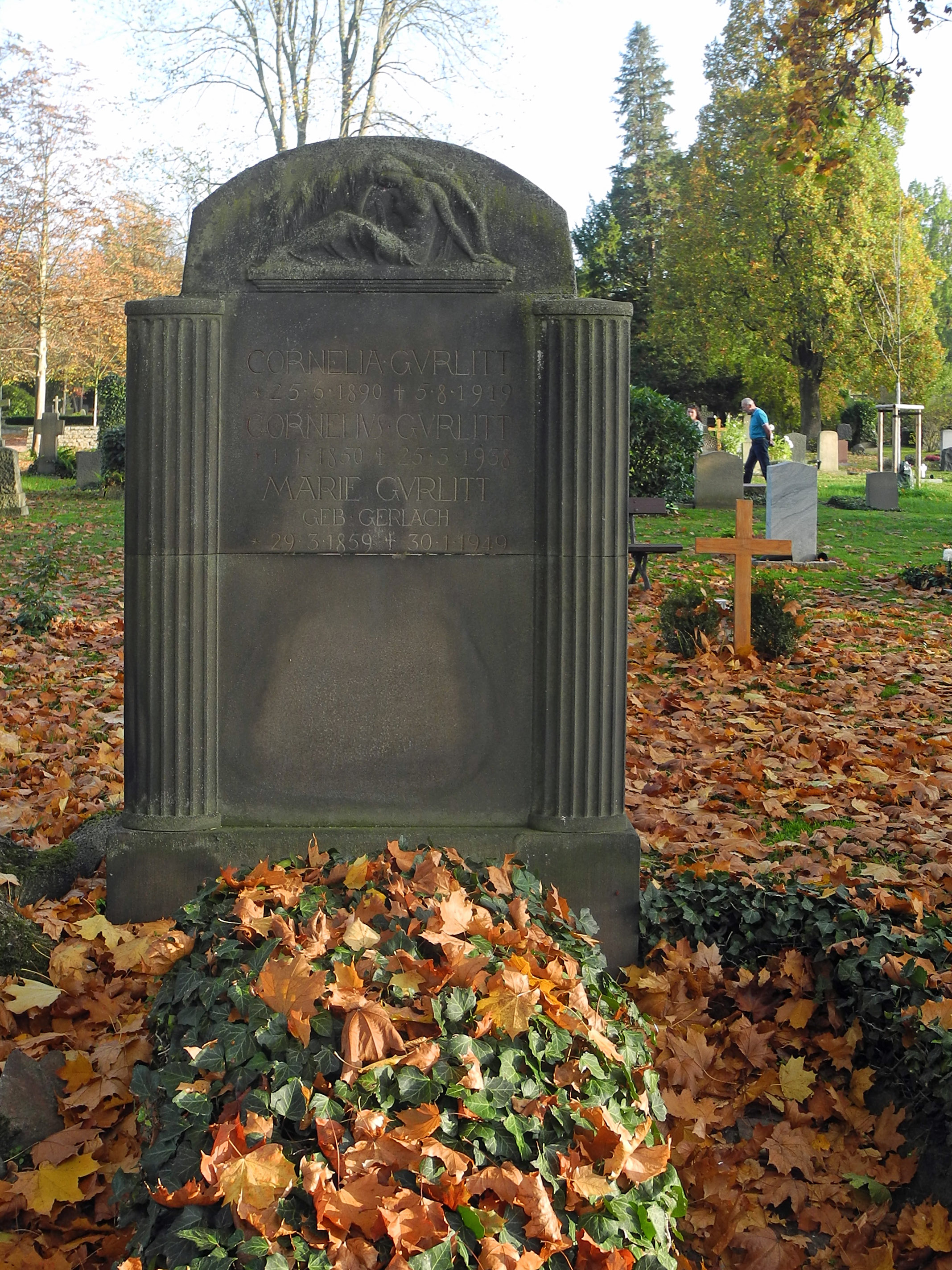
Graf van Cornelia Gurlitt. Later werden haar ouders in het graf bijgezet.

### Overlijden
In 1919 raakte ze zwanger van Paul Fechter, maar hij was reeds getrouwd. Op 5 augustus 1919 maakte ze een zelfgekozen einde aan haar leven door het innemen van gif. Ze werd 29 jaar oud. Gurlitt werd begraven op het Johannisfriedhof in Dresden.
Na haar dood omschreef Fechter haar werk als 'Wat zij produceerde in de vorm van tekeningen, litho's en schilderijen behoorde tot de krachtigste expressieve kunst van die jaren en werd bovenal nauwelijks geëvenaard in de prestaties van de vrouwelijke kunstenaars van die tijd.' en hij noemde haar 'misschien wel het meest geniale talent van de expressionistische jongeren'.

## Nalatenschap en herontdekking
De werken van Gurlitt bevinden zich in private collecties, met name in collecties van familieleden en vrienden van Gurlitt, en in de collectie van Kunstmuseum Bern. Het gerucht gaat dat haar moeder na haar dood veel werken heeft vernietigd, uit schaamte voor de suïcide van haar dochter. Haar broer Hildebrand zorgde tot zijn eigen dood voor de nalatenschap van zijn zus.
De Duitse psychotherapeut en amateurkunstverzamelaar Hubert Portz wordt vaak aangewezen als de hedendaagse ontdekker van het werk van Gurlitt. Hij hoorde in 2006 voor het eerst over haar toen hij onderzoek deed naar de kunstenaar Conrad Felixmüller. In 2012 kocht hij twaalf werken van haar aan tijdens een veiling. Nadat hij op zoek ging naar meer van haar werken, waaronder een werk dat hij tijdens de veiling niet had aangekocht, kwam hij in contact met haar familieleden. In 2014 organiseerde hij een tentoonstelling met haar werken.
In 2012 werd een grote kunstverzameling, de Schwabinger Kunstfund, ontdekt in de woning van Cornelias neefje Cornelius Gurlitt, de zoon van haar broer Hildebrand. Hier kwamen tot dan toe onbekende werken uit tevoorschijn. De verzameling was jarenlang geheim gebleven, en Gulitts artistieke werk was in de vergetelheid geraakt. In totaal waren 138 werken van Cornelia Gurlitt onderdeel van de ontdekte kunstverzameling. Na de dood van Cornelius Gurlitt in 2014, werd de collectie nagelaten aan Kunstmuseum Bern.

## Exposities en publicaties
Drie jaar na haar overlijden, in 1922, bestonden er plannen om haar werk tentoon te stellen, maar deze kwamen niet van de grond. In 1938 werd het voor een tweede maal overwogen, maar een expositie van haar werken was op dat moment niet mogelijk. Tijdens het bewind van Adolf Hitler werd het werk van Gurlitt beschouwd als entartete Kunst ('ontaarde kunst') waardoor het niet tentoongesteld mocht worden.
In 2014 werden 23 van haar werken geëxposeerd in het Kunsthaus Désirée in Hochstadt. Deze werden getoond samen met werken van haar vrienden Lotte Wahle en Conrad Felixmüller. Twee jaar later werd haar werk getoond tijdens de expositie Cornelia Gurlitt: journey of a heart. Vilnius in German expressionist eyes 1915-1917 tijdens het XX Thomas Mann festival in Nida. In 2023 wijdde het Lentos Kunstmuseum in Linz een tentoonstelling aan de werken van Gurlitt en Anton Kolig.
Ter ere van haar 130ste geboortedag kwam in 2020 een boek uit met een overzicht van de werken van Gurlitt die zich in de collectie van Kunstmuseum Bern bevinden. Het boek werd geschreven door Hubert Portz en kreeg de titel Begegnung. Eine Hommage zum 130sten Geburtstag.